# Hiệp hội bóng đá Greenland

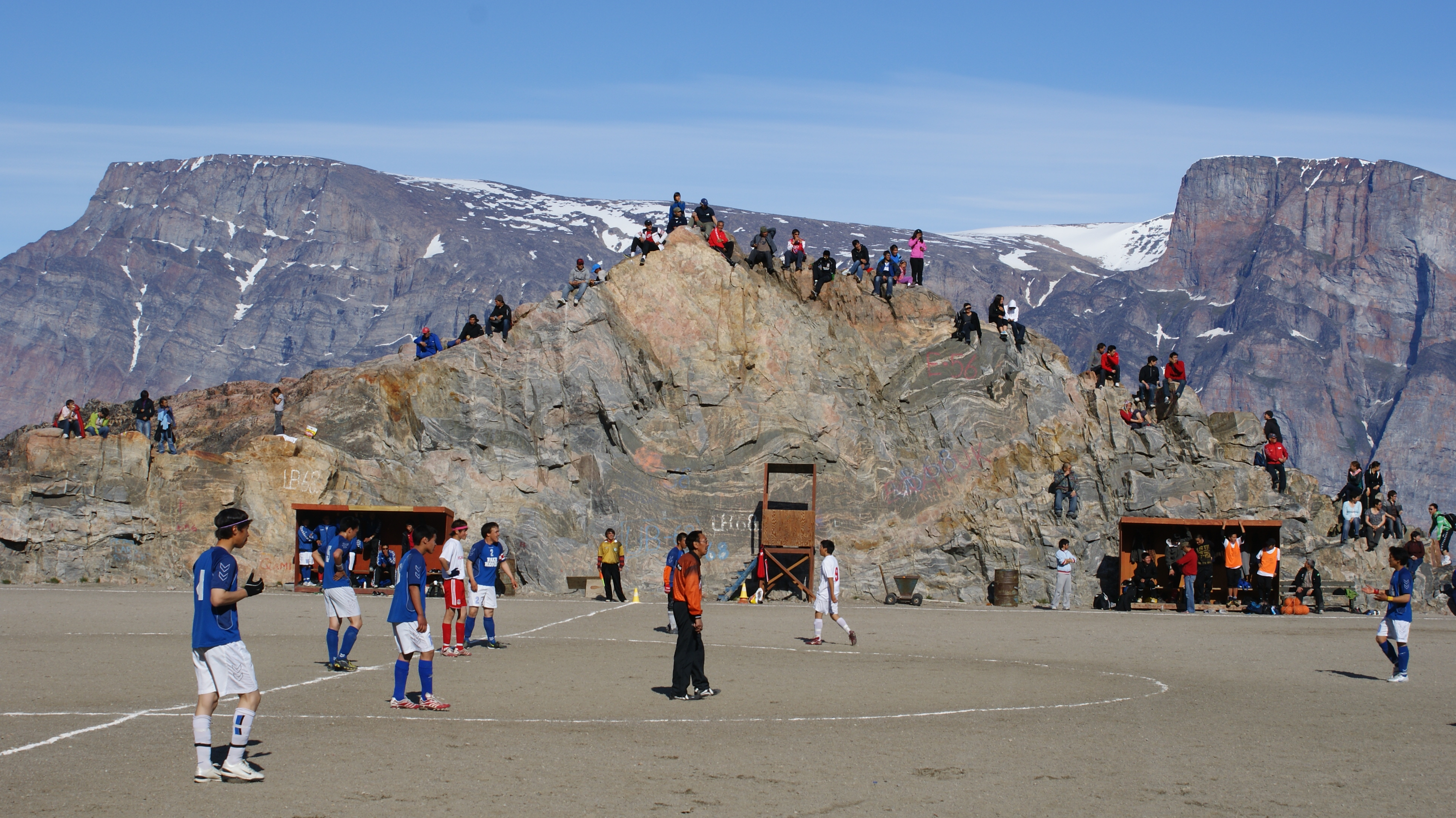
Một trận bóng đá ở Uummannaq

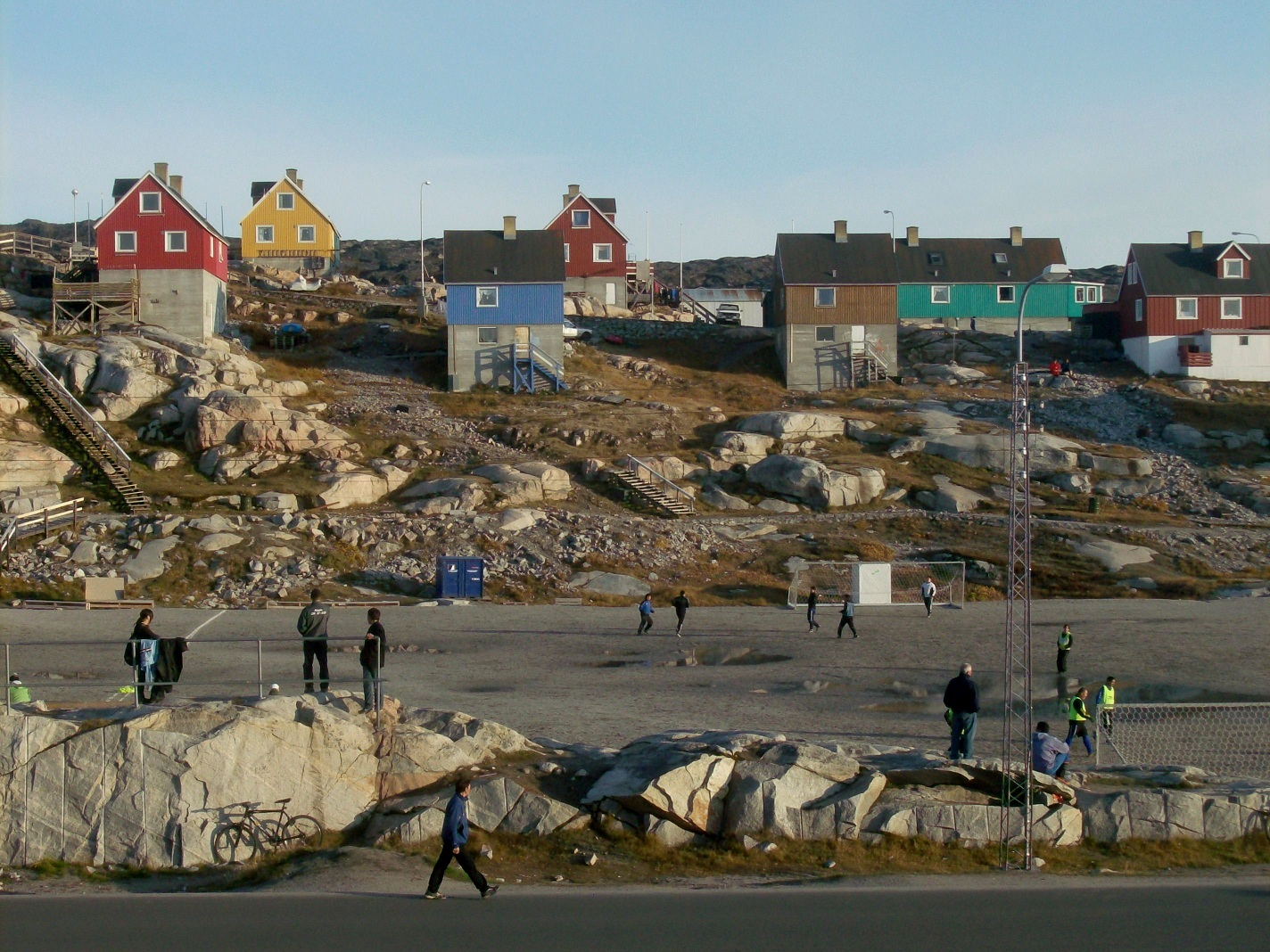
Sân bóng đá tại Ilulissat

Hiệp hội bóng đá Greenland  là tổ chức quản lý, điều hành các hoạt động bóng đá ở Greenland. Vì những điều kiện khí hậu, Greenland không có các sân cỏ và phải chơi trên sân nhân tạo. Sân vận động quốc gia là sân vận động Sân vận động Nuuk ở thủ đô Nuuk.
Hiệp hội bóng đá của Greenland không phải là một thành viên của FIFA hoặc bất kỳ liên đoàn nào khác, nhưng là một thành viên của Liên đoàn bóng đá quốc tế, cơ quan quản lý các hiệp hội bóng đá quốc gia và tiểu quốc gia nước không phải là thành viên của FIFA. Mặc dù Đảo Faroe, phụ thuộc Đan Mạch, được coi là một hiệp hội riêng, Greenland cũng phụ thuộc Đan Mạch nhưng vẫn được coi là một phần của Đan Mạch trên bóng đá quốc tế.

## Đội tuyển quốc gia
Đội tuyển bóng đá quốc gia Greenland đã thu hút sự chú ý khi đã thi đấu với Tây Tạng. Việc này khiến Trung Quốc dọa sẽ cấm nhập khẩu tôm của Greenland. Tuy nhiên, trận đấu vẫn diễn ra và chiến thắng 4 – 1 nghiêng về Greenland.

## Câu lạc bộ bóng đá
Do thuộc Đan Mạch nên Giải vô địch bóng đá quốc gia Greenland chỉ được xem như một giải địa phương. Giải lần đầu tiên được tổ chức vào năm 1958, và đã được tổ chức bởi đại Hiệp hội bóng Đá của Greenland từ năm 1971. Câu lạc bộ thành công nhất là câu lạc bộ B-67, đã vô địch dến mười một lần.
Trong những năm gần đây, có một đề xuất nên sáp nhập Giải vô địch quốc gia Greenland vào Giải vô địch bóng đá Đan Mạch.